# Mersey
Mersey (anglicky River Mersey) je řeka v západní Anglii (Spojené království). Je 109 km dlouhá. Povodí má rozlohu 4460 km².

## Průběh toku
Vzniká soutokem řek Goyt a Tame tekoucích z Penninského pohoří. Protéká kopcovitou krajinou, která přechází v rovinu. Vlévá se do Liverpoolského zálivu Irského moře, přičemž vytváří estuár dlouhý 25 km.

## Vodní režim
Největší průtok vody při povodních činí 200 m³/s. Průtok řeky je regulovaný hydrotechnickými zařízeními.

## Využití
Vodní doprava námořních lodí je možná při přílivu. Rovnoběžně s řekou vede splavný Manchesterský kanál. Dalšími kanály je řeka spojena s řekami Trent a Severn. Při soutoku s řekou Irwell se nachází město Manchester. Pod estuárem byl v roce 1934 postaven tunel 3,2 km dlouhý, který spojuje města Liverpool a Birkenhead. Pod řekou vedou i další silniční a železniční tunely.

## Kultura
V 60. letech 20. století vzniklo v Liverpoolu několik známých hudebních skupin včetně Beatles, které hrály nový styl, kterému se říkalo podle řeky Mersey sound.